# Helsingør Værftsmuseum
Helsingør Værftsmuseum är ett danskt industri- och arbetslivssmuseum i Helsingör. Værftsmuseet belyser den epok, då stadens skeppsvarv byggde skepp och stadens arbetarklass växte.
Museet finns i tidigare lokaler för det nedlagda Helsingør Skibsværft. Det drivs, tillsammans med Helsingør Bymuseum, Skibsklarerergaarden och Flynderupgård Museet, av "Museerne Helsingør" inom Helsingörs kommun.

## Danmarks Værftsmuseum
Helsingör Værftsmuseum har ambitionen att museet ska kunna utvidgas för att bli ett varvsmuseum för hela Danmarks varvsindustri.